# 英国报姐
英国报姐为一个网络账号，主要活跃于新浪微博，品牌创立于2013年，创始人为章源源，合伙人为徐申。微博内容主要涉及介绍中国境外的生活、旅游、美食、文化等各个方面。

## 历史
2012年11月10日注册新浪微博，2013年4月11日发布第一条微博。2015年新浪微博开始的“年度影响力”排行里，英国报姐连续三年进入前三。截止2022年3月，粉丝数量超过1780万。
2016年8月8日，北京宣源文化传媒有限公司成立，法人为章源源，CEO为徐申，英国报姐为其所属企业。
2020年11月起，哔哩哔哩账号开始活跃，截止2022年3月，粉丝数量为50万。